# Acavus
Acavus (лат.) — род наземных легочных улиток из семейства Acavidae.
Они принадлежат к группе древесных улиток, населявших древний континент Гондвана более 150 миллионов лет назад.
Эти красивые древесные улитки являются эндемиками Шри-Ланки. У них присутствует большой внутривидовой полиморфизм с развитием различных географических подвидов (среди них Acavus phoenix phoenix и Acavus phoenix castaneus).

## Виды
- Acavus haemastoma (Linnaeus, 1758)
- Acavus phoenix Pfeiffer, 1854
- Acavus superbus Pfeiffer, 1850